# Ladislav Pečánka
Ladislav Pečánka (22. listopadu 1871, Zářečí u Horažďovic – 28. září 1957, Lublaň, Slovinsko) byl český bankéř působící ve Slovinsku. 

## Život
Narodil se v Zářečí u Horažďovic v jihozápadních Čechách. Po studiu na obchodní akademii nastoupil v roce 1887 do Živnostenské banky. O čtyři roky později byl poslán na pobočku v Jihlavě a v letech 1897 až 1900 pracoval na pobočce v Moravské Ostravě, nejdříve jako hlavní účetní a nakonec jako prokurista. 
V roce 1900 odjel do Lublaně, kde byl 25. srpna 1900 na ustanovující valné hromadě zvolen prvním ředitelem Lublaňské kreditní banky, která byla založena českou Živnostenskou bankou na radu lublaňského starosty Ivana Hribara. V dubnu 1922 byl na vlastní žádost uvolněn z ředitelských funkcí Lublaňské kreditní banky. Za jeho působení se banka rozrostla z šesti úředníků v pronajatých prostorech na kolem 200 úředníků a banka se chystala postavit luxusní bankovní palác v centru Lublaně.
Zemřel 28 září 1957 v Lublani ve věku 85 let.